# Campionat sub-17 de l'OFC de 2013
El Campionat sub-17 de l'OFC de 2013 serà la catorzena edició del Campionat sub-17 de l'OFC, un torneig bianual de la Confederació de Futbol d'Oceania (OFC). L'edició de 2013 tindrà lloc a Vanuatu entre el 17 i 27 d'abril. El guanyador es classificarà per a la Copa del Món de futbol sub-17 de 2013.

## Classificació i participants

### Classificació
| Selecció             | PJ | PG | PE | PP | GF | GC | DG | Pts |
| -------------------- | -- | -- | -- | -- | -- | -- | -- | --- |
| Illes Cook           | 3  | 2  | 0  | 1  | 9  | 5  | +4 | 6   |
| Samoa Nord-americana | 3  | 1  | 1  | 1  | 7  | 5  | +2 | 4   |
| Samoa                | 3  | 1  | 1  | 1  | 6  | 6  | 0  | 4   |
| Tonga                | 3  | 1  | 0  | 2  | 6  | 12 | −6 | 3   |

### Participants
| Selecció                 | Participacions en el torneig | Millor resultat                             |
| Classificació necessària | Classificació necessària     | Classificació necessària                    |
| ------------------------ | ---------------------------- | ------------------------------------------- |
| Illes Cook               | 5                            | Primera fase (1997, 1999, 2003, 2005, 2011) |
| Classificació automàtica |                              |                                             |
| Fiji                     | 13                           | Subcampió (1999)                            |
| Nova Caledònia           | 7                            | Subcampió (2003)                            |
| Nova Zelanda             | 12                           | Campió (1997, 2007, 2009, 2011)             |
| Papua Nova Guinea        | 5                            | Quart lloc (1986)                           |
| Salomó                   | 8                            | Subcampió (1993)                            |
| Tahití                   | 10                           | Subcampió (2007, 2009, 2011)                |
| Vanuatu                  | 11                           | Subcampió (2005)                            |

## Fase de grups
Els grups de la fase de grups encara no han estat determinats, però el format ja es coneix: hi haurà dos grups de quatre i el primer i segon de cada grup passaran a jugar en les semifinals, amb els guanyadors de les semifinals enfrontant-se en la final. El guanyador de la final es classificarà per a la Copa del Món de futbol sub-17 de 2013.